# Луций Юний Цезенний Пет (консул 61 года)
Луций Юний Цезенний Пет (лат. Lucius Iunius Caesennius Paetus) — римский политический и военный деятель второй половины I века.

## Биография
Возможно, был сыном Публия Цезенния Паэта, этруска из Тарквинии; есть предположение, что его усыновил Луций Юний. Он также может быть правнуком Луция Цезенния Ленто.
Ординарный консул 61 г. (Fleg. Frg. 20). Был женат на дочери Флавия Сабина (II) — Флавии Сабине (племянница Веспасиана).
В 62 году — пропреторский легат Каппадокии для ведения боевых действий в Армении (Tac. Ann. XV, 6-17; 24-26; Dio Cass. LXII. 20, 4). Потерпел поражение от войск парфянского царя Вологеза, и бежал, оставив легионы (Tac. Ann. XV, 15; Dio Cass. LXII. 21-22; Suet. Nero. XXXIX, 1). Впоследствии наместник Сирии 70-73 гг. (Ios. B. Iud. VII. 3, 4). Известен сын — Луций Юний Цезенний Пет, консул-суффект 79 г.